# 120-мм зенитная пушка M1

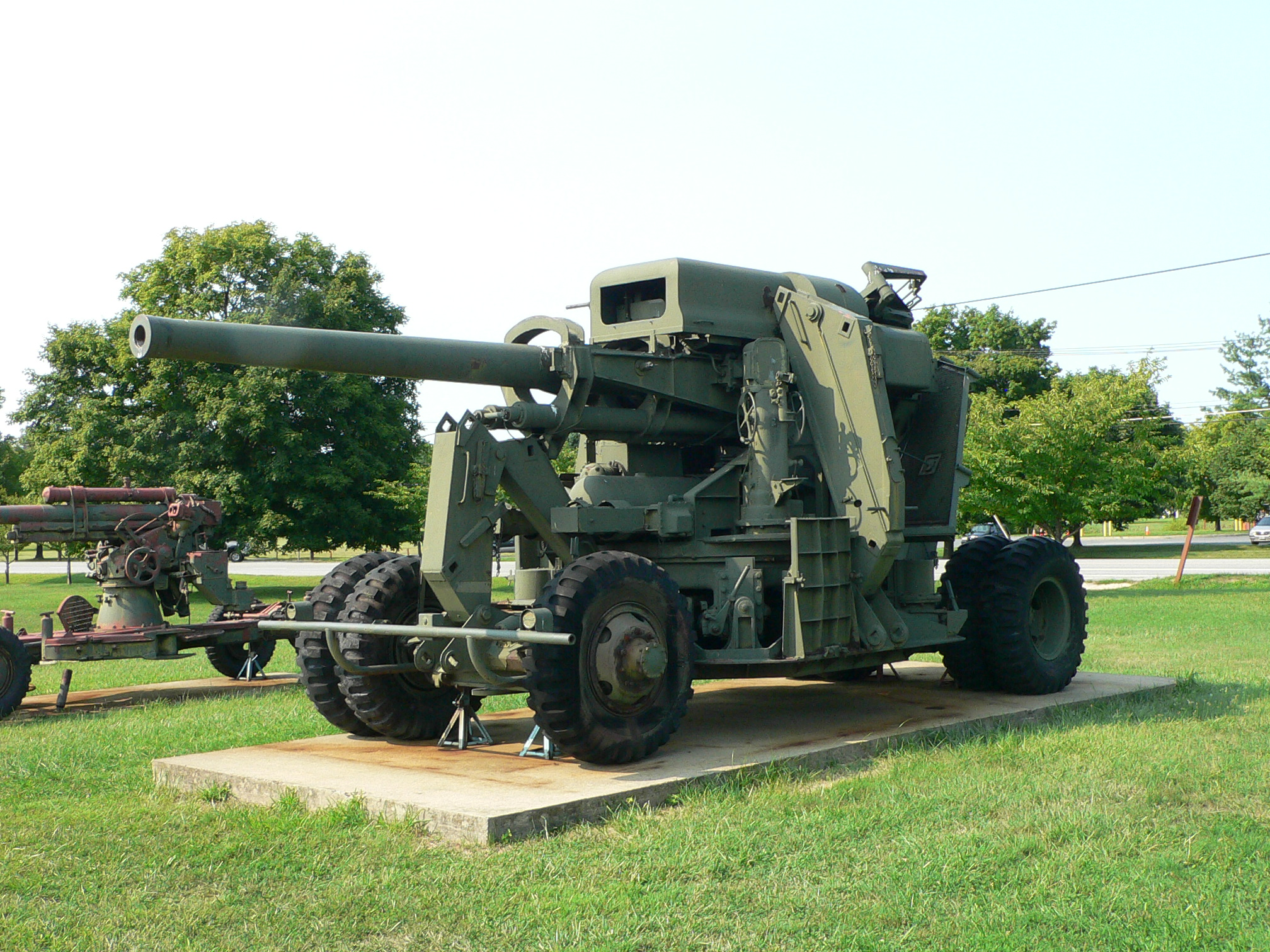
120-мм зенитная пушка М1 в музее «US Army Ordnance Museum»

120-мм зенитная пушка М1 — тяжёлое зенитное орудие, состоявшее на службе вооружённых сил США во время Второй мировой и Корейской войн.

## История создания и эксплуатации
Заказ на корпусную зенитную пушку калибра 120-мм был выдан в июне 1938 года, но разработка с последующей доводкой затянулись до конца Второй мировой войны. Орудие было создано как самое тяжёлое в линейке американских зенитных пушек времен Второй мировой войны и было призвано дополнить семейство более лёгких и мобильных орудий М1/М2/М3. Максимальная высота поражения цели М1 составляла 18 000 м, что породило прозвище «стратосферная пушка».
Несмотря на то, что орудие изначально предназначалось для оборонительных действий, оно всё же успело поучаствовать в боевых действиях во время Корейской войны, где за практическим неимением тяжёлых бомбардировщиков противника в основном занималось противобатарейной борьбой.
С развитием зенитных ракет в 1950-х гг., орудие было снято с вооружения.